# سیارک ۶۲۲۱
سیارک ۶۲۲۱ (به انگلیسی: 6221 Ducentesima، نامگذاری:1980GO) شش هزار و دویست و بیست و یکمین سیارک کشف شده‌است که در ۱۳ آوریل ۱۹۸۰ کشف شد.
قدر مطلق سیارک برابر ۱۳٫۰۰ است.